# Malý Buk
Malý Buk är ett berg i Tjeckien.   Det ligger i regionen Ústí nad Labem, i den norra delen av landet, 80 km norr om huvudstaden Prag. Toppen på Malý Buk är 712 meter över havet.
Terrängen runt Malý Buk är huvudsakligen kuperad, men åt sydost är den platt.Runt Malý Buk är det ganska tätbefolkat, med 75 invånare per kvadratkilometer. Närmaste större samhälle är Česká Lípa, 13,1 km söder om Malý Buk. I omgivningarna runt Malý Buk växer i huvudsak blandskog.